# Aerofóbia
A repüléstől való félelem egy repülőgépen vagy más repülő járművön, például helikopteren való tartózkodástól való félelem repülés közben. Repülési szorongásnak, repülőfóbiának,  repülési fóbiának, légi fóbiának, aerofóbiának is nevezik.

### A repüléstől való félelem tünetei
Jellemző tünet az intenzív, tartós félelem vagy szorongás  amikor a repülésre gondolnak, valamint repülés közben. Ha tehetik, elkerülik a repülést, és a félelem, a szorongás és az elkerülés jelentős szorongást okoz. A szorongást  a rossz időjárás és a turbulencia okozza leginkább.

### A repüléstől való félelem okai
Az aerofóbia kialakulásának több oka lehet:
Negatív repülési élmények (turbulencia vagy műszaki meghibásodás). A médiában gyakran bemutatott repülőgép-balesetek is fokozhatják a félelmet. Genetikai hajlam és más szorongásos rendellenességek, mint a klausztrofóbia (zárt terek félelme) vagy az akrofóbia (magasságoktól való félelem) is hozzájárulhatnak. A repüléstől való félelem más traumatikus élményekkel is összefügghet. Emellett a kontroll elvesztésétől való félelem és a zárt térben való tartózkodás is kiváltó ok lehet.

### Diagnózis
A diagnózis klinikai jellegű. Gyakran nehéz meghatározni, hogy a repüléstől való félelem fóbiája legyen az elsődleges diagnózis, vagy a repüléstől való félelem egy generalizált szorongásos rendellenesség vagy más szorongásos rendellenesség, például agorafóbia vagy klausztrofóbia tünete.

### Aerofóbia kezelése
A repülés okozta akut szorongás szorongásoldó gyógyszerekkel kezelhető. Az állapot expozíciós terápiával kezelhető, beleértve a virtuális valóság berendezésének használatát, amely jobban működik, ha kognitív viselkedésterápiával kombinálják. A relaxációs technikák és a repülésbiztonsággal kapcsolatos oktatás is hasznos lehet más megközelítésekkel kombinálva.

### Története
A repüléstől való félelemről az orvosbiológiai szakirodalomban először egy brit orvos beszélt az első világháború végén, aki "aero-neurosisnak" nevezte, és olyan pilótákat és személyzetet írt le, akik aggódtak a repülés miatt.